# کاملاً غریبه (فیلم ۱۹۴۵)
کاملاً غریبه (انگلیسی: Perfect Strangers) فیلمی در ژانر رمانتیک و درام است که در سال ۱۹۴۵ منتشر شد. از بازیگران آن می‌توان به رابرت دونات، دبورا کار، گلینیس جونز و راجر مور اشاره کرد.
جایزه اسکار بهترین فیلم‌نامه کلمنس دین و آنتونی پلیسیر به نویسندگان این فیلم تعلق گرفته است.